# Boortmeerbeek
Boortmeerbeek – miejscowość i gmina (gemeente) w Belgii, w Regionie Flamandzkim, w prowincji Brabancja Flamandzka, w okręgu Leuven. 1 stycznia 2024 roku liczyła 13 348 mieszkańców.

## Podział administracyjny
W skład gminy wchodzi jedna dzielnica (deelgemeente):
- Hever

## Demografia
- Źródła: NIS, od 1806 do 1981= według spisu; od 1990 liczba ludności w dniu 1 stycznia

1 stycznia 2024 całkowita populacja Boortmeerbeeka liczyła 13 348 osób. Łączna powierzchnia gminy wynosi 18,77  km², co daje gęstość zaludnienia 711 mieszkańców na km².